# Urbano Ortega Cuadros
Urbano Ortega Cuadros, més conegut simplement com a Urbano (Beas de Segura, Jaén, 22 de desembre de 1961) és un exfutbolista professional andalús que jugava com a centrecampista. Va jugar en diverses etapes tant amb el RCD Espanyol com amb el FC Barcelona.

## Trajectòria

### Com a jugador
Va iniciar la seva carrera, jugant com davanter, en l'equip de la seva localitat natal. Després va passar per les files del Real Jaén, abans de debutar en primera divisió, el 2 de març de 1980, amb el RCD Espanyol. Les seves bones actuacions en el club blanc-i-blau va despertar l'interès del FC Barcelona, que el va incorporar a les seves files la temporada 1982-83.
En l'equip blaugrana va romandre durant una dècada, encara que mai va jugar amb regularitat. Si bé a la temporada 86-87 disputa 28 partits de lliga i a la campanya següent arriba als 35, l'eclosió del Dream Team el va deixar sense lloc en l'equip, per la qual cosa va tornar a l'Espanyol l'estiu de 1991. Tot i això, havia estat titular en la final de la Recopa d'Europa de 1989, a Berna, que fou el primer trofeu de Johan Cruyff a la banqueta blaugrana i l'inici de l'èxit del “Dream Team”.
Després de dues temporades a Sarrià, va iniciar un periple per diversos clubs més modests com el UE Lleida, el Mérida, ambdós sent titular a primera divisió i el Màlaga CF fins a penjar les botes el 1997.

### Com a entrenador
Va iniciar la seva carrera d'entrenador la temporada 2003-04 com segon d'Esteban Vigo al Xerez Club Deportivo de la Segona divisió espanyola de futbol. La següent temporada va acompanyar a Vigo al Córdoba CF, i després al Dinamo de Bucarest romanès i la Unió Esportiva Lleida. També va treballar com a secretari tècnic del Granada CF.
La temporada 2007-08 debuta com primer entrenador en la banqueta del Club Deportivo Baza.

## Selecció espanyola
Mai va arribar a debutar amb la selecció espanyola absoluta, encara que va ser internacional en nou ocasions amb la selecció sub-21, va jugar onze partits amb la selecció juvenil i cinc amb la selecció amateur espanyola.
També va integrar l'equip olímpic espanyol que va participar en els Jocs de Moscou de 1980.

## Palmarès
FC Barcelona
- Lliga espanyola: 1990–91
- Copa del Rei: 1982–83, 1987–88, 1989–90
- Supercopa d'Espanya: 1983
- Copa de la Lliga: 1986
- Recopa d'Europa: 1988–89[2]